# Zagrody (powiat chełmski)
Zagrody – wieś w Polsce położona w województwie lubelskim, w powiecie chełmskim, w gminie Rejowiec. Obok miejscowości przepływa niewielka rzeka Rejka, dopływ Wieprza.
W latach 1975–1998 miejscowość należała administracyjnie do województwa chełmskiego. 
Wieś jest sołectwem w gminie Rejowiec. Według Narodowego Spisu Powszechnego (III 2011 r.) liczyła 148 mieszkańców i była czternastą co do wielkości miejscowością gminy Rejowiec.
We wsi ma siedzibę rzymskokatolicka parafia Najświętszej Maryi Panny Królowej Polski w Żulinie.

## Historia
Wieś odnotowana w roku 1734 w AWAK. W spisie powszechnym z roku 1921 ujęta jako Zagrody Ucherskie.